# 1594
Cette page concerne l'année 1594  du calendrier grégorien.
L'année 1594 est une année commune qui commence un samedi.

## Événements
- Janvier : sac de Lovêk[1]. Le Cambodge devient vassal du royaume siamois d’Ayuthia.
- 14 mai : départ de Dieppe de deux armateurs de la ville, Jacques Riffault et Charles de Vaux, qui abordent au Maranhão. En 1612, à la suite de la relation de ce voyage, Daniel de la Touche, seigneur de la Ravardière, commence à établir une colonie française dans l'île de Maranhão, deuxième établissement français au Brésil[2].
- 5 juillet-9 octobre : campagne de Danture. Les Portugais tentent d'achever leur conquête de Sri Lanka en attaquant le royaume de Kandy. Ils sont écrasés. Le royaume restera indépendant jusqu'en 1815[3].
- 25 août : fondation de San Luis (Argentine)[4].

- Le Balouchistan et le Makran sont incorporés à l’empire moghol[5].

### Europe
- Années de disettes, de cherté et de rareté des blés en Europe de 1594 à 1597[6].

- Gelées à Valence (Espagne)[7]. Gelées d’oliviers en Provence et en Toscane[8].

- 30 janvier, Bruxelles : Ernest de Habsbourg prend ses fonctions de gouverneur des Pays-Bas (fin en 1595)[9].
- 19 février : Sigismond III Vasa est couronné roi de Suède à Uppsala ; il confie le pouvoir à son oncle le duc Karl assisté du sénat (20 mars) avant de rentrer en Pologne (14 juillet)[10].
- 22 mars : Henri IV de France entre dans Paris[11].

- 27 avril : Sinan Pacha, commandant de l'armée ottomane, fait brûler les reliques de Saint Sava sur le plateau de Vračar près de Belgrade, en répression de la révolte serbe dans le Banat contre les Ottomans[12].

- 7 mai, Valladolid : réunion du chapitre général de l’ordre des Trinitaires de Castille[13]. Jean-Baptiste de la Conception réforme l’ordre et fonde les Trinitaires déchaussés[14].

- 5 juin : départ de la rade de Texel d'une expédition financée par Balthasar de Moucheron à la recherche du passage du Nord-Est ; elle atteint l’embouchure de la Petchora le 18 juillet, puis la mer de Kara le 1er août et le 71° L.N. le 9 dans une mer libre de glace[15].
- 18 juin[16] : les Zaporogues reçoivent l'envoyé de l'empereur Erich Lassota von Steblau et acceptent une alliance avec l'empire contre la Turquie[17].

- 4 juillet : l'expédition de Willem Barentsz dans l'océan Arctique à la recherche du passage du Nord-Est atteint la Nouvelle-Zemble[15].

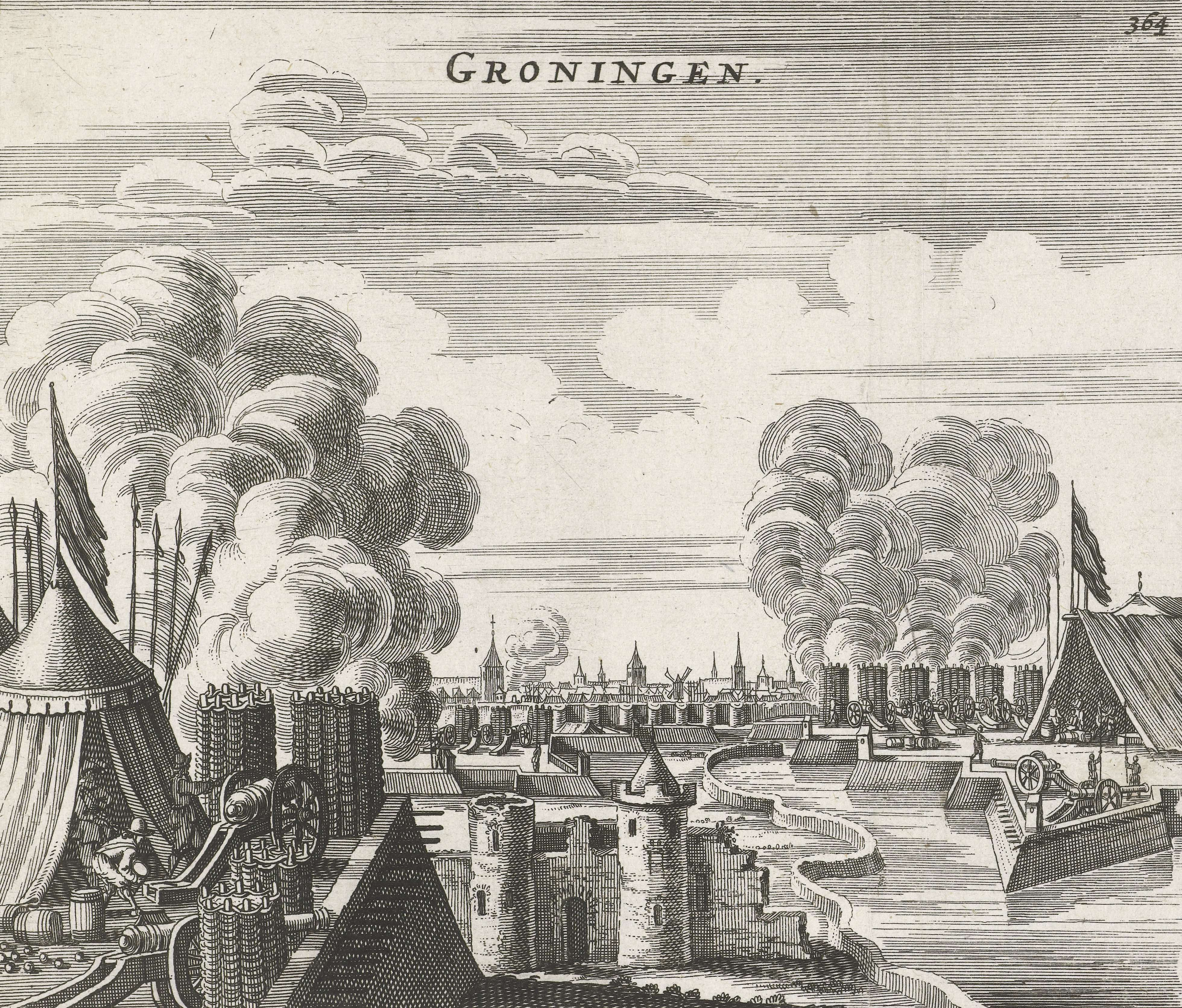
Siège de Groningue

- 22 juillet : l’armée de Maurice de Nassau prend Groningue aux Espagnols. La ville rejoint l'Union d'Utrecht[18].
- 7 août : bataille du Ford of the Biscuits près d'Enniskillen. Début de la guerre de neuf ans en Irlande[19]. Les princes d’Ulster Hugh O'Neill et Hugh Roe O'Donnell se révoltent contre les Anglais, avec l’appui de l’Espagne et du Saint-Siège (fin en 1603). Ils remportent quelques victoires et repoussent les colons anglais.

- 27 août : après la démission puis le retour au pouvoir de Sigismond Báthory, la diète de Transylvanie déclare la rupture définitive avec les Turcs[20].

- Août : début du siège de la ville du Puy par Anne de Lévis, qui durera en vain plusieurs semaines.

- 29 septembre : les Turcs prennent Győr en Hongrie[21].

- 3 octobre : bataille de Glenlivet[22]. Jacques VI d'Écosse mène une campagne contre les catholiques du nord encadrés par Huntly et Errol. Sa victoire de Glenlivet contraint les catholiques à la fuite et à l’exil.
- Octobre : les Cosaques Zaporogues sous le commandement de l'hetman Hryhoriï Loboda, unis avec l'armée cosaque de Severyn Nalyvaïko entrent en Moldavie pour obliger son prince à se soumettre aux Habsbourg. Ils battent l'armée moldave devant de Soroka et entrent dans la capitale Iași, qui est pillé et brûlé[23].

- 5 novembre, Bucarest : Sigismond Báthory, prince de Transylvanie, Michel le Brave de Valachie et Aaron II le Mauvais de Moldavie, se rangent dans le camp des Habsbourg[24].
- 13 novembre : Michel de Valachie et Aaron de Moldavie font massacrer tous les Turcs présents à Bucarest et à Iași, puis dans leurs voïvodies[24]. Les Turcs sont chassés de la région jusqu’en 1597.

- Boris Godounov est nommé officiellement régent[25].
- Fondation de la place forte de Tara en Sibérie[26].
- Les entrepôts de Lisbonne sont interdits au commerce néerlandais[27].

## Naissances en 1594
- 8 février : Vincent II de Mantoue, noble italien, duc de Mantoue et de Montferrat († 26 décembre 1627).
- 7 juin : César de Vendôme, bâtard légitimé d'Henri IV et Gabrielle d'Estrées († 22 octobre 1665).
- 15 juin : Nicolas Poussin, peintre français († 19 novembre 1665).
- 1er août : baptême de Noël Quillerier, peintre français († 3 avril 1669).
- 6 août : Gérard Douffet, peintre liégeois d'histoire et de portrait († 1660)[28].
- 14 décembre : Willem Claeszoon Heda, peintre néerlandais († août 1680).
- Date précise inconnue :
  - Wouter Crabeth II, peintre néerlandais († 18 juin 1644).
  - Shabdrung Ngawang Namgyal, fondateur du Bhoutan († 1651).
  - Peter Oliver, peintre miniaturiste anglais († 22 décembre 1647).
  - Pierre de Saint-Joseph, moine cistercien, philosophe et théologien français († 1662).
  - Salomon Savery, peintre et graveur néerlandais  († 1683).
  - Anthonie Verstraelen, peintre paysagiste hollandais († 10 avril 1641).

## Décès en 1594
- 3 janvier : Catalina de Balmaseda y San Martín, religieuse carmélite déchaussée espagnole (° 28 octobre 1544).

- 2 février : Giovanni Pierluigi da Palestrina, compositeur italien, maître de chapelle à Saint-Jean de Latran (° 1525 ou 1526).
- 24 février : Kujō Tanemichi, noble de cour japonais (kugyō) et érudit de l'époque de Muromachi (° 22 février 1507).

- 28 mars : Nicolas de Pellevé, cardinal français, archevêque de Reims (° 18 octobre 1518).
- 29 mars : Laurent De Cuyper, carme flamand (° vers 1528).

- 16 avril : Ferdinando Stanley, 5e comte de Derby et Seigneur de l'Île de Man (° 1559).
- ? avril : Valentin Otto, musicien allemand et thomaskantor à Leipzig (° 1529).

- 15 mai : Charlotte de La Marck, princesse de Sedan et duchesse de Bouillon (° 5 novembre 1574).
- 30 mai :
  - Bálint Balassi, poète lyrique hongrois (° 20 octobre 1554).
  - Christopher Marlowe, dramaturge, poète et traducteur anglais (° 26 février 1564).
- 31 mai :
  - François Panigarole, ecclésiastique italien (° 6 janvier 1548).
  - Jacopo Robusti, dit le Tintoret, peintre italien (° 29 septembre 1518).

- 7 juin : Rodrigo Lopez, médecin de la reine d'Angleterre Élisabeth d'origine portugaise (° vers 1525).
- 10 juin : Gonzalo de Tapia, prêtre missionnaire et linguiste jésuite espagnol (° 1561).
- 14 juin : Orlando Lassus, compositeur de l'école franco-flamande (° 1532).
- ? juin : Leunclavius, historien, traducteur et jurisconsulte allemand de langue latine (° 1541).

- 1er juillet : Girolamo Mei, historien et helléniste italien (° 27 mai 1519).
- 9 juillet : Jean Meusnier, prélat français (° 1552).
- 11 juillet : Honoré Lascaris de Vintimille, ecclésiastique originaire du piémont (° 1526).
- 25 juillet : Jacques Rambaud, capitaine huguenot qui participe aux guerres de religion dans le Dauphiné (° vers 1525).
- 30 juillet : Charles II de Bourbon, cardinal de Vendôme puis de Bourbon, prince de sang de la maison de Bourbon (° 19 août 1562).

- 5 août : Éléonore d'Autriche, archiduchesse d'Autriche, princesse de Hongrie et de Bohème (° 2 novembre 1534).
- 27 août : Martin von Eyb, prince-évêque de Bamberg (° mars 1543).

- 12 septembre : Gotō Sumiharu, daimyo de la période Azuchi Momoyama de l'histoire du Japon (° 1562).
- 17 septembre : Louis Revol, homme politique français (° 1531).

- 8 octobre : Ishikawa Goemon, bandit japonais (° 24 août 1558).
- 16 octobre : William Allen, cardinal anglais (° 1532).
- 24 octobre : François d'O, financier français et mignon d'Henri III, roi de France (° 1535).
- 28 octobre : Ōkubo Tadayo, général samouraï puis daimyō au début de l'époque d'Edo de l'histoire du Japon (° 1532).

- 12 novembre : Gaspar de Quiroga y Vela, cardinal espagnol (° 15 janvier 1512).
- 15 novembre : Martin Frobisher, marin britannique (° 1535).
- 29 novembre : Alonso de Ercilla, poète épique espagnol (° 7 août 1533).

- 1er décembre : Claude Dupuy, magistrat et humaniste français (° 1545).
- 2 décembre : Gerardus Mercator, géographe flamand (° 5 mars 1512).
- 3 décembre : Erasmus Neustetter, théologien catholique humaniste (° 7 novembre 1523).
- 4 décembre : Domingo de Salazar, missionnaire dominicain espagnol, premier évêque de Manille (° 1512).
- 29 décembre : Jean Châtel, criminel français (° 1575).

- Date précise inconnue :
  - Dominique Bachelier, architecte et sculpteur français (° 1530).
  - Corneille Bonaventure Bertram, théologien protestant et linguiste hébraïsant (° 1531).
  - Sebald Buheler, peintre enlumineur et chroniqueur strasbourgeois (° 1529).
  - Philippe de Carteret I, seigneur de Sercq, deuxième seigneur de Sercq (° 1552).
  - Anton Pietro Filippini, archidiacre, historien et chroniqueur italien (° 1529).
  - Isaac de Helle, peintre espagnol (° 1536).
  - Pedro Mariño de Lobeira, militaire et écrivain espagnol (° 1528).
  - Thomas Kyd, dramaturge anglais du théâtre élisabéthain (° 1558).
  - Pierre de Melun, connétable et sénéchal héréditaire de Hainaut, grand maître d'hôtel du gouverneur général des Pays-Bas, grand bailli de la ville et château de Tournai et Tournaisis (° 1550).
  - Jean Morély, théologien protestant français (° vers 1524).
  - Isaac de Troki, un des plus grands Sages et érudits karaïtes (° 1533).
  - Petrus van der Aa, jurisconsulte belge (° vers 1530).

- Vers 1594 :
- Diego de Urbina, peintre espagnol (° 1516).